# Ivelín Giro
Ivelín Giro Cortinas (La Habana, 7 de abril de 1970) es una actriz, modelo y empresaria cubana.

## Biografía
Nació y creció en La Habana. Desde muy joven comenzó sus estudios de actuación guiada por el gran actor cubano Alejandro Lugo. A los 13 años fue seleccionada para trabajar como modelo de la Industria Ligera. Un año después, el fotógrafo Alberto Korda la asesoró para que incursionara en el mundo del modelaje profesional. Comenzó entonces una carrera relevante en ese ámbito convirtiéndose en una de las modelos más destacadas de la casa de modas habanera La Maison. Fue ganadora de evento internacional Cuba Moda, tras el cual fue entrevistada por la RAI italiana e invitada con el fotógrafo Alberto Korda a una gira por Italia (Toscana y Lombardía) para realizar sesiones de fotos publicitarias.
En 1988, tuvo que abandonar sus estudios de actuación en el Instituto Superior de Arte de La Habana para cumplir con un contrato de la RAI como modelo exclusiva por un año para las editoriales Moda y King de la RAI en Milán, convirtiéndose de este modo en la primera modelo cubana después de la revolución en poder trabajar fuera del país.
Posteriormente trabajó para la agencia Fashion (Milán) y se estableció por 7 años en París donde fue modelo de la agencia exclusiva Viva. Durante su carrera como modelo de esta agencia participó en numerosos desfiles de moda, catálogos y publicidades tanto en la prensa como en la televisión. Modeló para diseñadores de renombre como Paco Rabanne, Karl Lagerfeld, Giorgio Armani, Kenzo, Comme des Garçons, entre otros. Incluso para portadas de revistas como Vogue, Elle, Marie Claire, así como editoriales (Harper’s Bazaar).
Posteriormente se estableció en Nueva York, contratada por la agencia Elite Model Management, y luego en Miami (Estados Unidos) donde radica actualmente con sus tres hijos.
En Estados Unidos reanudó con la actuación y desde entonces ha trabajado en numerosas telenovelas como Tierra de pasiones, junto a Gabriela Spanic, El Zorro: la espada y la rosa, junto a Christian Meier y a Osvaldo Ríos. En la telenovela del Zorro, Ivelín interpretó a la Reina de España María Luisa Burgos de Castilla. Asimismo, protagonizó numerosos episodios de la serie Decisiones para la cadena Telemundo.
Fundó el teatro Obstáculo en el Miami Design District junto al dramaturgo cubano Víctor Varela. Ha participado en numerosas piezas de teatro y películas junto a Will Smith y Steven Bauer.

## Filmografía

### Telenovelas
| Año         | Telenovela                    | Empresa productora         | Personaje                        | Rol                    |
| ----------- | ----------------------------- | -------------------------- | -------------------------------- | ---------------------- |
| 2005        | Soñar no cuesta nada          | Venevisión                 | Renata                           | Secundaria             |
| 2005 - 2007 | Decisiones                    | Telemundo                  | Varios protagónicos              |                        |
| 2006        | Las dos caras de Ana          | Televisa                   | Natalia Gallardo                 | Secundaria             |
| 2006        | Tierra de pasiones            | Telemundo                  | Bibiana "Bibi" Alfaro de Acevedo | Co-protagonista        |
| 2007        | El Zorro: la espada y la rosa | RTI Televisión - Telemundo | María Luísa Burgos de Castilla   | Participación especial |
| 2008        | Valeria                       | Venevisión                 | Jessica Anderson                 | Antagonista            |
| 2010        | ¿Dónde está Elisa?            | Telemundo                  | Viviana Altamira                 | Co-protagonista        |

### Cine
- 2003, Hey DJ, como Roxy.
- 2003, Bad Boys II, como psicóloga de Mike.
- 2007, Category 4, como "Miriam" (Corto).

## Teatro
- 2002, Baño de damas, como María Inés.
- 2004, I take your hand in mine, como la actriz rusa Olga Knipper.
- 2007, Cuatro XXXX, bajo la dirección de Enrique Gómez Vadillo.